# Susanna Falkengren
Susanna Falkengren, född 1971, är en svensk entreprenör och investerare. Hon har avlagt master of law-examen vid Lunds universitet och är medgrundare och delägare i riskkapitalbolaget Exipos Invest.